# Episodi di Su e giù per le scale (prima stagione)
La prima stagione della serie televisiva Su e giù per le scale è stata trasmessa in anteprima nel Regno Unito dalla Independent Television tra il 10 ottobre 1971 e il 5 marzo 1972.
| nº | Titolo originale           | Titolo italiano | Prima TV UK      | Prima TV Italia |
| -- | -------------------------- | --------------- | ---------------- | --------------- |
| 1  | On Trial                   |                 | 10 ottobre 1971  |                 |
| 2  | The Mistress and the Maids |                 | 17 ottobre 1971  |                 |
| 3  | Board Wages                |                 | 24 ottobre 1971  |                 |
| 4  | The Path of Duty           |                 | 31 ottobre 1971  |                 |
| 5  | A Suitable Marriage        |                 | 7 novembre 1971  |                 |
| 6  | A Cry for Help             |                 | 14 novembre 1971 |                 |
| 7  | Magic Casements            |                 | 23 gennaio 1972  |                 |
| 8  | I Dies from Love           |                 | 30 gennaio 1972  |                 |
| 9  | Why Is Her Door Locked?    |                 | 6 febbraio 1972  |                 |
| 10 | A Voice from the Past      |                 | 13 febbraio 1972 |                 |
| 11 | The Swedish Tiger          |                 | 20 febbraio 1972 |                 |
| 12 | The Key of the Door        |                 | 27 febbraio 1972 |                 |
| 13 | For Love of Love           |                 | 5 marzo 1972     |                 |